# تونی تاپالوویچ
تونی تاپالوویچ (به آلمانی: Toni Tapalović) نام ورزشکار و فوتبالیست آلمانی زادهٔ ۱۰ اکتبر ۱۹۸۰ می‌باشد که در پست دروازه‌بان در برخی تیم‌های سرشناس آلمانی همچون شالکه ، ماینتس و بوخوم بازی می‌کرد. وی بخش اعظمی از دوران بازیگری خود را در تیم شالکه ۰۴ و زیرشاخه‌های آن همچون «شالکه ۲» یا «باشگاه آماتورهای شالکه» سپری کرد. او از سال ۲۰۱۱ مسئولیت مربی دروازه‌بان‌های باشگاه بایرن مونیخ را برعهده گرفته‌است.

## سابقه‌ی باشگاهی
تاپالوویچ در طول فوتبال حرفه‌ای خود بیشتر برای تیم‌های سطح پایین بوندسلیگا بازی می‌کرد. او فوتبالش را در سال ۱۹۸۶ (در ۶ سالگی) با پیوستن به تیم فورتونا گلزنکیرشن آغاز کرد. در سال ۱۹۹۰، وی به جمع جوانان تیم فوتبال شالکه ۰۴ پیوست و در سال ۱۹۹۹ به تیم آماتور این باشگاه اضافه‌شد. او پس از پیشرفت در آکادمی شالکه از سوی این باشگاه قراردادی ۲ ساله تا سال ۲۰۰۱ دریافت کرد ولی این قرارداد در اوت ۱۹۹۹ بدلیل مصدومیت او فسخ شد. در سال ۲۰۰۲ وی به تیم بوخوم پیوست و گلر تعویضی این تیم بود. وی بدون اینکه حتی یک بازی در طول ۲ سال قراردادش برای بوخوم انجام دهد این تیم را ترک کرد و به اوردینگن پیوست و در آنجا ۲۶ مسابقه انجام داد.
در دسامبر ۲۰۰۵ بود که تاپالوویچ به تیم کیکرز اوفنباخ دعوت‌شد. او در سال ۲۰۱۰ به تیم ماینتس پیوست و برای باری دیگر تبدیل به دروازه‌بان دوم یک تیم بوندسلیگایی شد و در آنجا به او تنها ۵ بازی رسید. در اکتبر ۲۰۱۰، پس از آنکه معلوم شد مصدومیت‌های پی‌درپی تاپالوویچ سلامتی او را در معرض خطر قرار می‌دهند، از دنیای فوتبال خداحافظی کرد.

## سابقه‌ی مربیگری
در یکم ژوئیه ۲۰۱۱ بود که اعلام شد تونی تاپالوویچ مسئولیت مربی دروازه‌بان‌های باشگاه بایرن مونیخ را برعهده گرفته‌است. او تا تاریخ ۳۰ ژوئن ۲۰۱۹ با باواریایی‌ها قرارداد دارد.